# Gravsjön (Bredareds socken, Västergötland)
Gravsjön är en sjö i Borås kommun i Västergötland och ingår i Göta älvs huvudavrinningsområde. Sjön har en area på 0,0686 kvadratkilometer och ligger 231,5 meter över havet. Sjön avvattnas av vattendraget Säveån.

## Delavrinningsområde
Gravsjön ingår i det delavrinningsområde (641687-132897) som SMHI kallar för Inloppet i Vänga Damm. Medelhöjden är 223 meter över havet och ytan är 31,69 kvadratkilometer. Det finns inga avrinningsområden uppströms utan avrinningsområdet är högsta punkten. Säveån som avvattnar avrinningsområdet har biflödesordning 2, vilket innebär att vattnet flödar genom totalt 2 vattendrag innan det når havet efter 124 kilometer. Avrinningsområdet består mestadels av skog (63 procent), jordbruk (12 procent) och sankmarker (11 procent). Avrinningsområdet har 0,14 kvadratkilometer vattenytor vilket ger det en sjöprocent på 0,4 procent. Bebyggelsen i området täcker en yta av 0,33 kvadratkilometer eller 1 procent av avrinningsområdet.